# Церква святого великомученика Димитрія (Зелений Гай)
Церква святого великомученика Димитрія в Зеленому Гаю — парафія і храм греко-католицької громади Заліщицького деканату Бучацької єпархії Української греко-католицької церкви в селі Зелений Гай Чортківського району Тернопільської области.

## Історія церкви

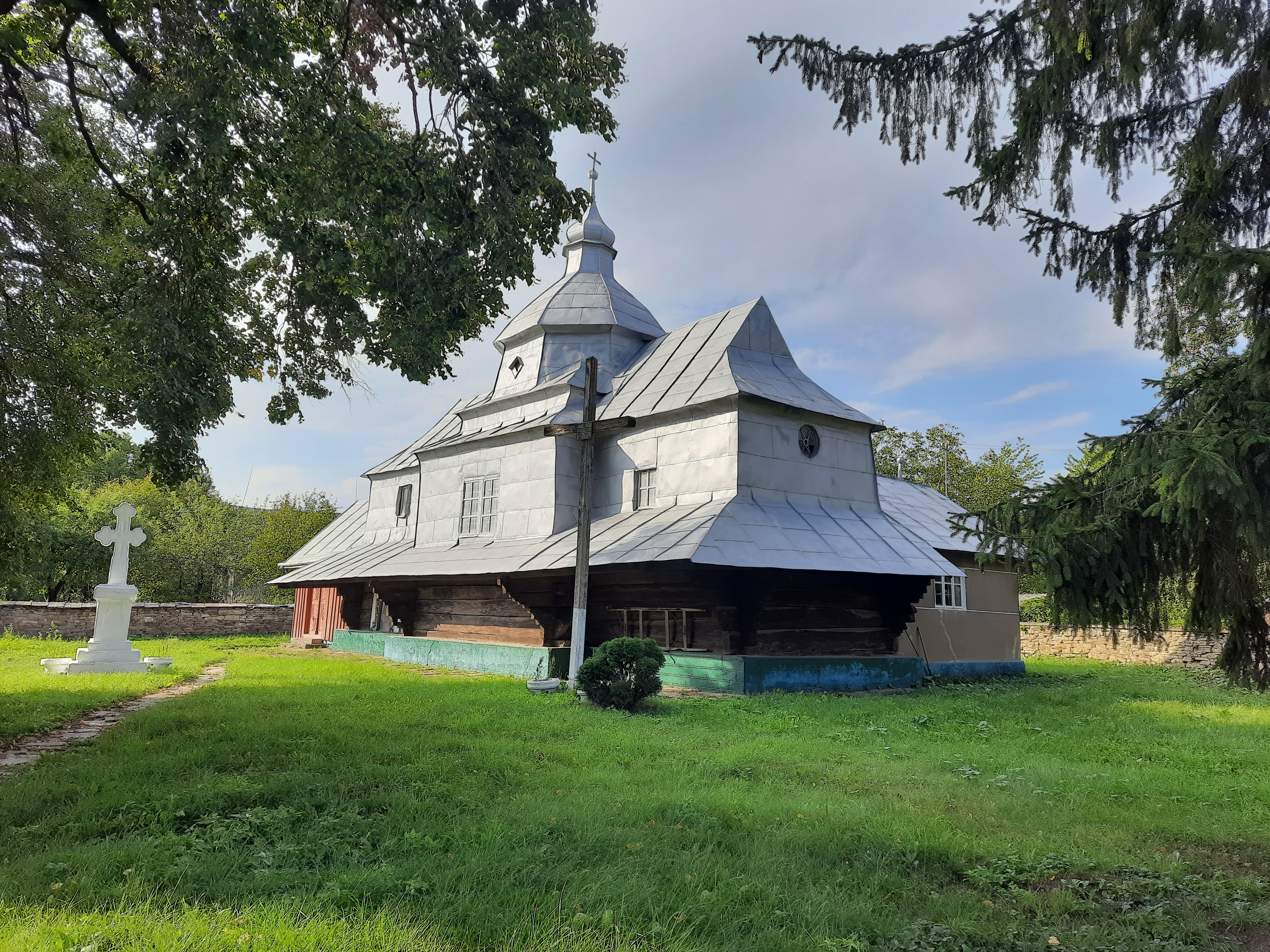
Дерев'яна церква Святої Параскеви, 1784

На парафії є стара дерев'яна церква святої Параскеви, збудована у 1784 році. За легендою, вона припливла до села річкою Дністер. Новий храм святого великомученика Димитрія був зведений у 2004 році. Його головним архітектором став В. Літценберг.
Розпис нової церкви виконали Ярослав Ситник та Іван Буряк протягом літа 2004 року.
8 листопада 2004 року храм освятив владика Бучацької єпархії Іриней Білик.
У 1946 році державна влада закрила церкву. У 1980-х роках її знову відкрили, але в підпорядкуванні РПЦ.
У 1990 році парафія повернулася в лоно УГКЦ.
При парафії діють: братство «Апостольство молитви» та недільна школа.
На території парафії знаходяться три хрести, капличка Пресвятої Богородиці та Хресна дорога. У власності парафії також є парафіяльний будинок.

## Парохи
- о. Іван Сенатович,
- о. Олександр Руденський,
- о. Ярослав Жук,
- о. Василь Погорецький,
- о. Володимир Зекінський,
- о. Василь Повшок,
- о. Олег Винницький,
- о. Онуфрій Швигар,
- о. Тарас Шмиглик (з 2004).